# Pape Ciré Dia
Pape Ciré Dia (sinh ngày 19 tháng 8 năm 1980 ở Sénégal) là một cầu thủ bóng đá người Sénégal hiện tại thi đấu cho ASC Diaraf.

## Sự nghiệp câu lạc bộ
Dia ra mắt cùng với ASC Diaraf, mọt câu lạc bộ thi đấu tại giải hạng Nhất. Năm 2000, anh rời khỏi đất nước đến Kuwait và ký hợp đồng cho Al Salmiya Club, thi đấu 3 năm. Sau đó, anh thi đấu 2 năm cùng với Al Kuwait Kaifan.
Dia trở lại câu lạc bộ đầu tiên ASC Diaraf sau chuyến phiêu lưu nước ngoài, nhưng sau đó một thời gian ngắn, anh ký hợp đồng với đội bóng Thổ Nhĩ Kỳ Çaykur Rizespor và từ đó anh chuyển đến Raja Casablanca.
Vào tháng 2 năm 2012, Dia gia nhập câu lạc bộ Malaysia Felda United FC. Sau 2 tháng cùng với Felda United FC, anh bị giải phóng.